# Mareuil-sur-Cher
Mareuil-sur-Cher – miejscowość i gmina we Francji, w Regionie Centralnym, w departamencie Loir-et-Cher.
Według danych na rok 1990 gminę zamieszkiwało 977 osób, a gęstość zaludnienia wynosiła 31 osób/km² (wśród 1842 gmin Centre, Mareuil-sur-Cher plasuje się na 406. miejscu pod względem liczby ludności, natomiast pod względem powierzchni na miejscu 319.).